# Finby, Salo
Finby (finska: Särkisalo) var en kommun i landskapet Egentliga Finland i Västra Finlands län i Finland. Finby har cirka 740 bofasta invånare och en yta på 82,85 km². Kommunen har även många sommargäster i torp och stugor.
Kommunen grundades 1868 och hör sedan 2000 till Salo ekonomiska region.
Finby var en tvåspråkig kommun med finska som majoritetsspråk och svenska (cirka 10%) som minoritetsspråk. Kommunen fattade den 11 juni 2007 ett beslut om sammangående med Salo. Den 1 januari 2009 skedde kommunsammanslagningen med Finby kommun och Salo stad.
Här finns också öarna Finbylandet (fi. Isoluoto), Utö (fi. Ulkoluoto), Niksor (fi. Niksaari) och Pettu, udden Vårdkasudden samt fjärden Ekholmsfjärden (fi. Eekholmanselkä). Bromarvsfjärden och sundet Skataströmmen skiljer Finby från Bromarv i Ekenäs. Träsköfjärden skiljer Finby från Kimitoön. Inom Finby finns en gammal fiskarby som är omvandlad till kommersiell stugby, ”Armonlaakson lomailukeskus”.

## Byar
I Finby finns byarna Aisböle, Bastböle, Domarby (fi. Taamarla), Falkberg (fi. Falkki), Förby Finnarv (fi. Finnari), Gråböle (fi. Kraila), Heikberg, Hästö, Kolsjö (fi. Kaukasalo), Murom (fi. Muuri), Norrby, Pettu, Smedsby, Stensnäs (fi. Kiviniemi), Söderby, Tessvär och Verkstrand (fi. Verkkoranta).

## Politik

### Mandatfördelning i Finby kommun, valen 1976–2004
| 1 | 6 | 4 | 2 | 4 |

| 1 | 6 | 4 | 2 | 4 |

| 7 | 4 | 2 | 4 |

| 7 | 3 | 3 | 4 |

| 8 | 2 | 3 | 4 |

| 7 | 2 | 3 | 5 |

| 6 | 2 | 3 | 6 |

| 5 | 1 | 3 | 2 | 6 |

| 9 | 8 |

## Bilder

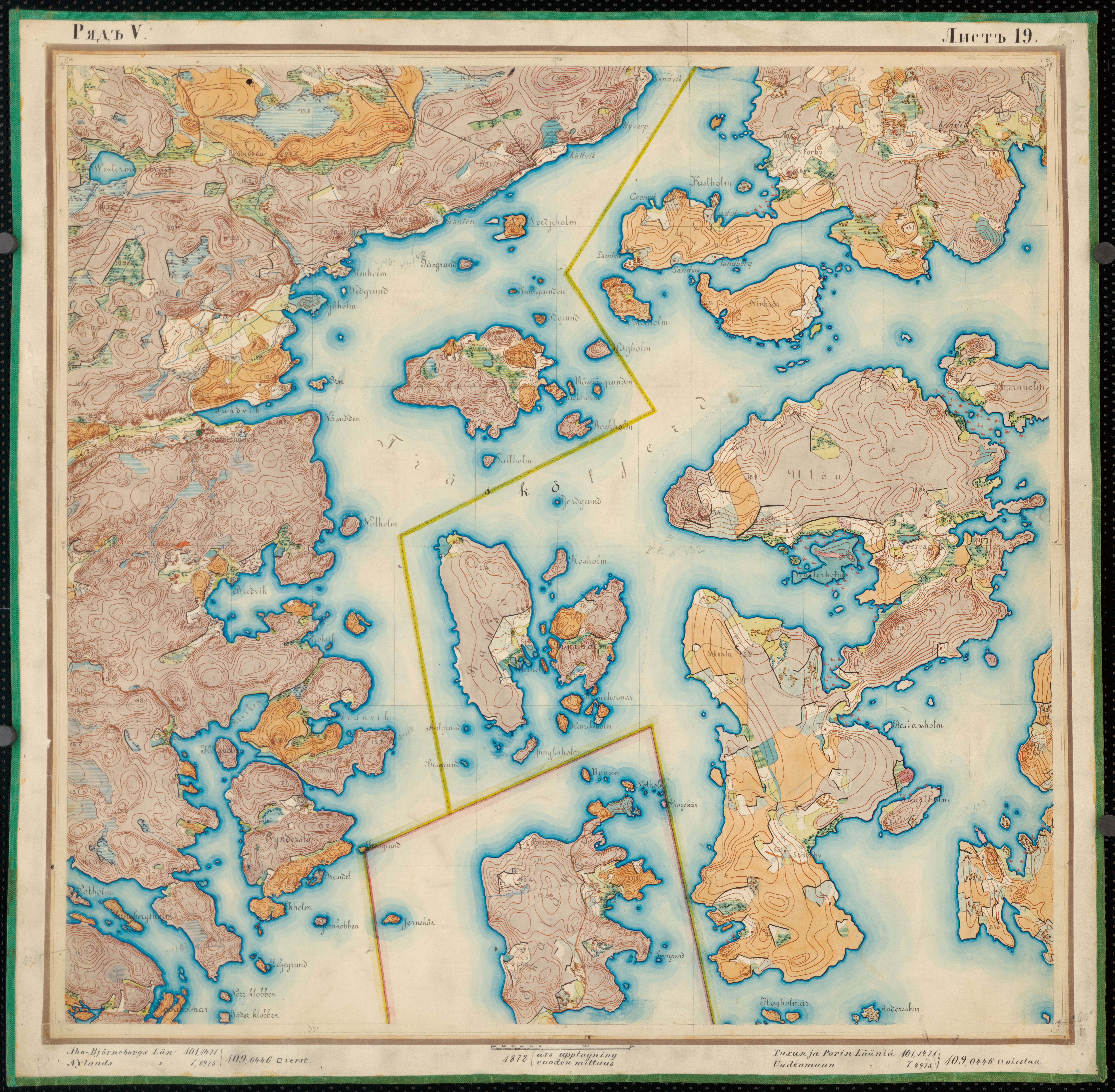
Karta över Finby (1870-1907)
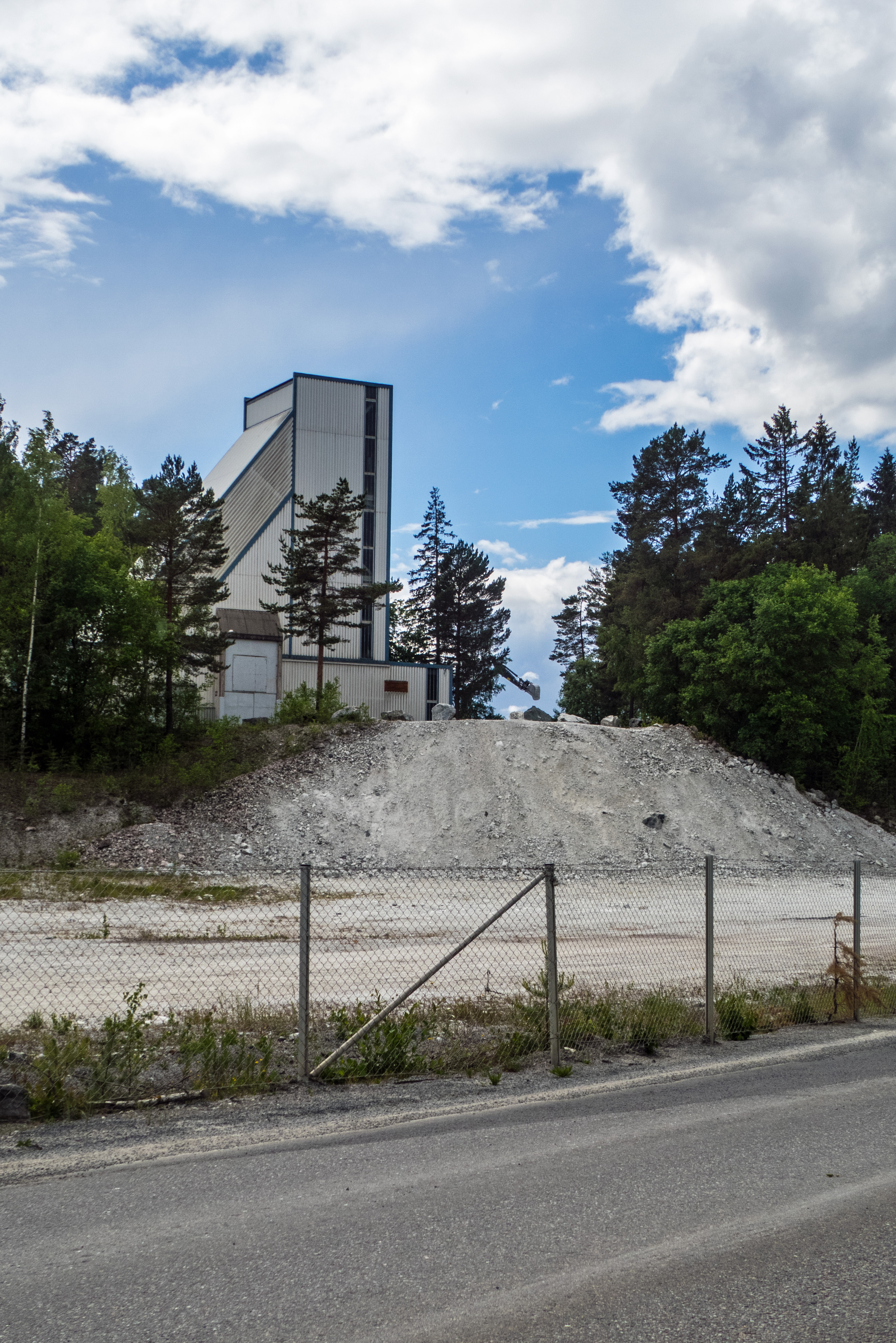
Förby kalkgruva
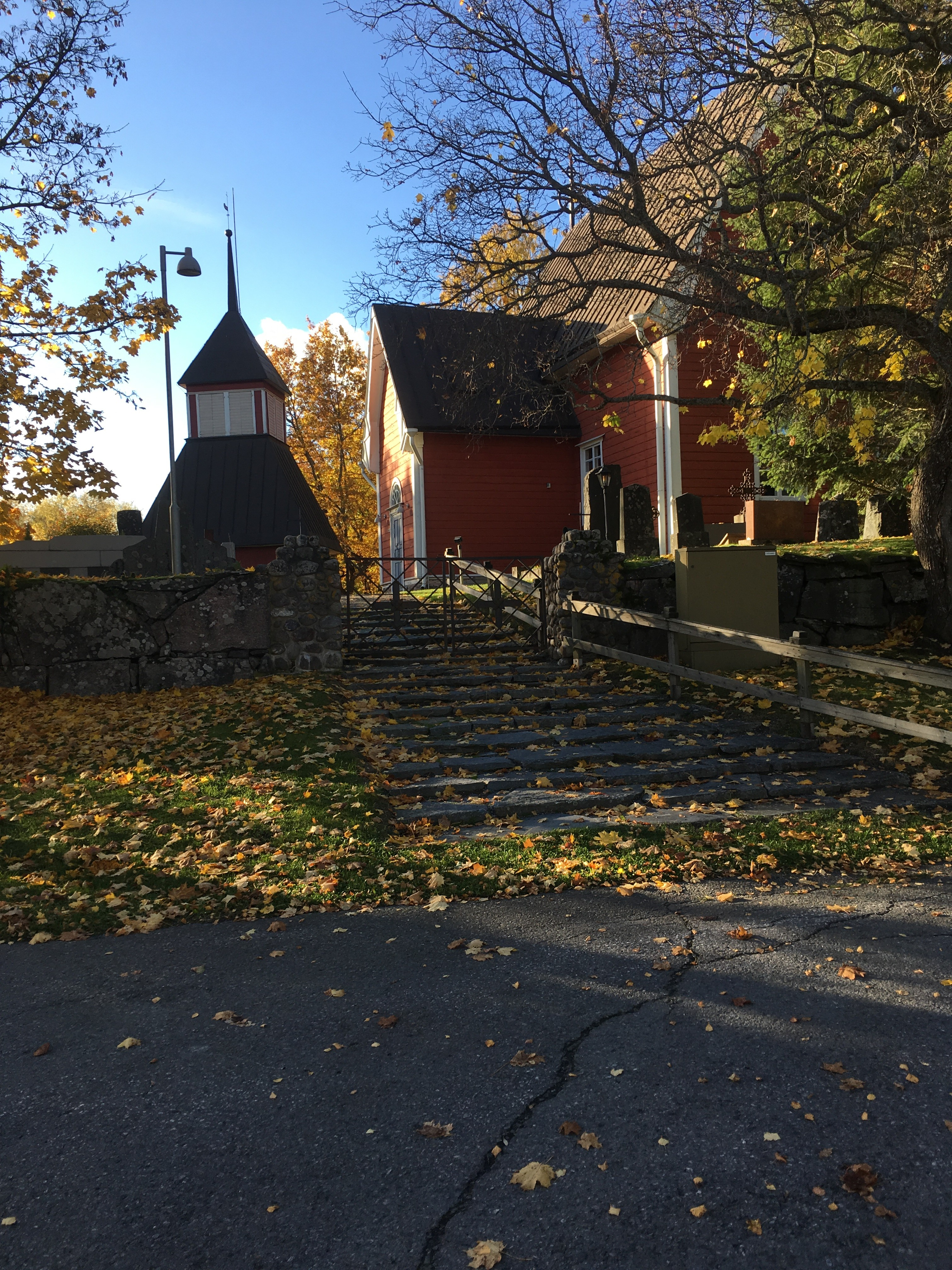
Finby kyrka (1760)
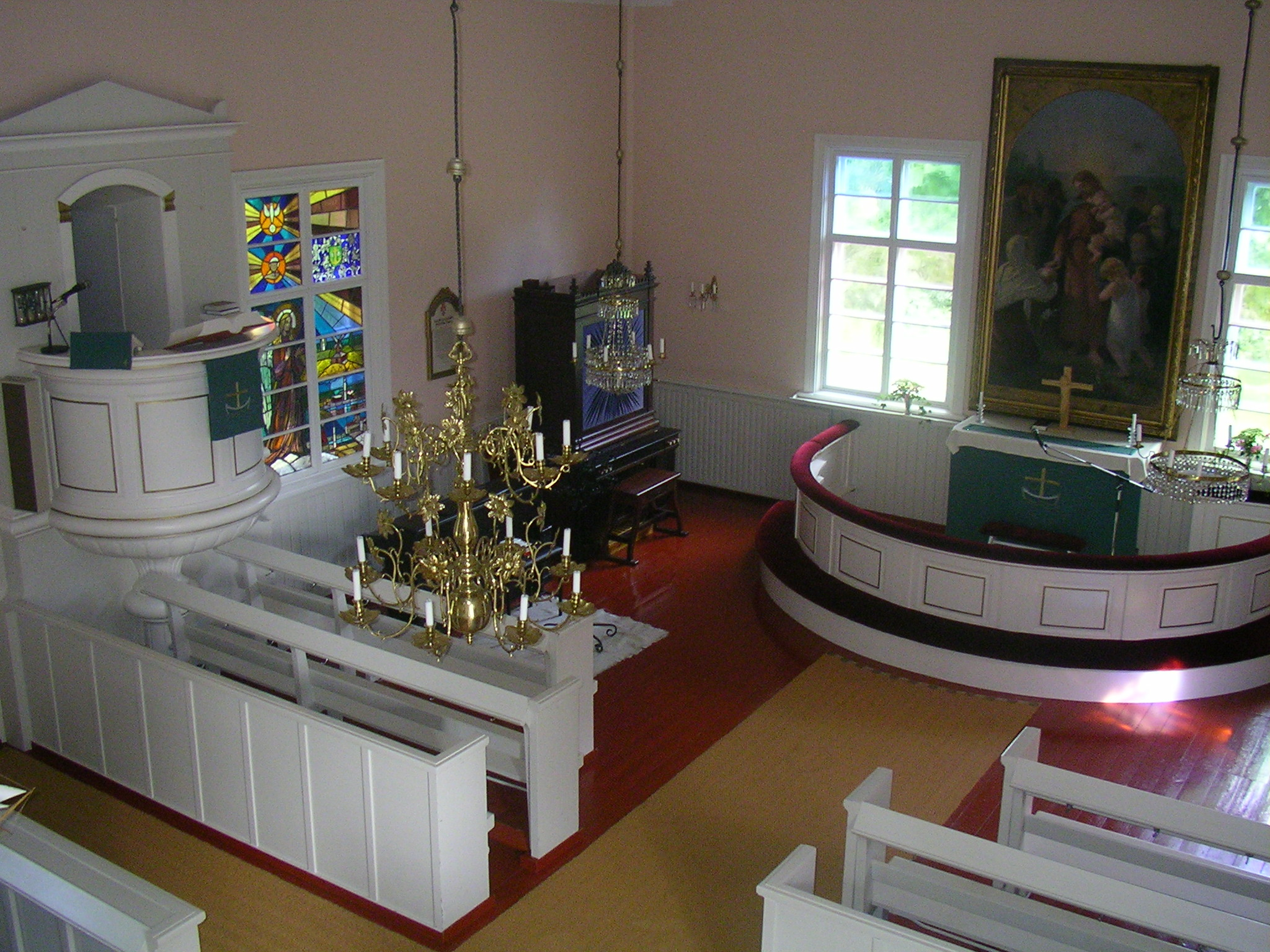
Finby kyrkas interiör